# Azerbaidjan la Jocurile Olimpice
Azerbaidjanul a participat pentru prima dată la Jocurile Olimpice ca țară independentă în 1996, și de atunci și-a trimis sportivii să concureze la toate Jocurile Olimpice de vară și la toate Jocurile Olimpice de iarnă. Codul CIO este AZE.

## Medalii după olimpiadă

### Medalii la Jocurile de vară
| Ediție              | Sportivi                    | Aur                         | Argint                      | Bronz                       | Total                       | Loc                         |
| 1896–1948           | nu a participat             | nu a participat             | nu a participat             | nu a participat             | nu a participat             | nu a participat             |
| 1952–1988           | ca membru Uniunii Sovietice | ca membru Uniunii Sovietice | ca membru Uniunii Sovietice | ca membru Uniunii Sovietice | ca membru Uniunii Sovietice | ca membru Uniunii Sovietice |
| Barcelona 1992      | ca membru Echipei Unificate | ca membru Echipei Unificate | ca membru Echipei Unificate | ca membru Echipei Unificate | ca membru Echipei Unificate | ca membru Echipei Unificate |
| Atlanta 1996        | 23                          | 0                           | 1                           | 0                           | 1                           | 61                          |
| Sydney 2000         | 31                          | 2                           | 0                           | 1                           | 3                           | 34                          |
| Athena 2004         | 36                          | 1                           | 0                           | 4                           | 5                           | 50                          |
| Beijing 2008        | 44                          | 1                           | 2                           | 4                           | 7                           | 39                          |
| Londra 2012         | 53                          | 2                           | 2                           | 6                           | 10                          | 30                          |
| Rio de Janeiro 2016 |                             |                             |                             |                             |                             |                             |
| Tokyo 2020          |                             |                             |                             |                             |                             |                             |
| Total               | Total                       | 12                          | 24                          | 39                          | 75                          | 58                          |

### Medalii la Jocurile Olimpice de iarnă
| Ediție              | Sportivi                    | Aur                         | Argint                      | Bronz                       | Total                       | Loc                         |
| 1924–1948           | nu a participat             | nu a participat             | nu a participat             | nu a participat             | nu a participat             | nu a participat             |
| 1952–1988           | ca membru Uniunii Sovietice | ca membru Uniunii Sovietice | ca membru Uniunii Sovietice | ca membru Uniunii Sovietice | ca membru Uniunii Sovietice | ca membru Uniunii Sovietice |
| Albertville 1992    | ca membru Echipei Unificate | ca membru Echipei Unificate | ca membru Echipei Unificate | ca membru Echipei Unificate | ca membru Echipei Unificate | ca membru Echipei Unificate |
| Lillehammer 1994    | nu a participat             | nu a participat             | nu a participat             | nu a participat             | nu a participat             | nu a participat             |
| Nagano 1998         | 4                           | 0                           | 0                           | 0                           | 0                           | –                           |
| Salt Lake City 2002 | 4                           | 0                           | 0                           | 0                           | 0                           | –                           |
| Torino 2006         | 2                           | 0                           | 0                           | 0                           | 0                           | –                           |
| Vancouver 2010      | 2                           | 0                           | 0                           | 0                           | 0                           | –                           |
| Soci 2014           | 5                           | 0                           | 0                           | 0                           | 0                           | –                           |
| Pyeongchang 2018    |                             |                             |                             |                             |                             |                             |
| Total               | Total                       | 6                           | 4                           | 5                           | 15                          | –                           |

## Medalii după sport
| Sport   | Aur | Argint | Bronz | Total |
| Lupte   | 4   | 5      | 5     | 14    |
| Tir     | 1   | 0      | 2     | 3     |
| Judo    | 1   | 0      | 1     | 2     |
| Box     | 0   | 0      | 6     | 6     |
| Haltere | 0   | 0      | 1     | 1     |
| Total   | 6   | 5      | 15    | 26    |

## Campionii olimpici
| Sportiv                | Ediție | Sport | Probă             |
| Zemfira Meftahatdinova | 2000   | Tir   | Skeet feminin     |
| Namig Abdullayev       | 2000   | Lupte | Libere 54 kg      |
| Farid Mansurov         | 2004   | Lupte | Greco-roman 66 kg |
| Elnur Mammadli         | 2008   | Judo  | Masculin 73 kg    |
| Toghrul Asgarov        | 2012   | Lupte | Libere 60 kg      |
| TSharif Sharifov       | 2012   | Lupte | Libere 84 kg      |

## Articole asemănătoare
- Lista portdrapelelor Azerbaidjanului la Jocurile Olimpice